# One Step Closer (album des Doobie Brothers)
Pour les articles homonymes, voir One Step Closer.
Albums de The Doobie Brothers
Minute by Minute
(1978) Best of The Doobies Volume II
(1981)
Singles
1. Real Love
Sortie : 21 août 1980
2. One Step Closer
Sortie : 5 novembre 1980
3. Keep This Train a-Rollin'
Sortie : 28 janvier 1981

One Step Closer est le neuvième album studio du groupe américain The Doobie Brothers. Il est sorti le 17 septembre 1980 chez Warner Bros. Records.
L'album a été certifié disque de platine aux États-Unis et inclut le titre Real Love, qui a atteint la cinquième place du Billboard Hot 100. One Step Closer est le dernier album studio du groupe avec Michael McDonald dans la formation jusqu'à l'album Southbound en 2014.

## Liste des titres
| 1. | Dedicate This Heart | Michael McDonald, Paul Anka               | McDonald | 4:07 |
| 2. | Real Love           | McDonald, Patrick Henderson               | McDonald | 4:18 |
| 3. | No Stoppin' Us Now  | Patrick Simmons, McDonald, Chris Thompson | Simmons  | 4:40 |
| 4. | Thank You Love      | Cornelius Bumpus                          | Bumpus   | 6:22 |

| 5. | One Step Closer          | Keith Knudsen, Carlene Carter, John McFee | Bumpus, McDonald  | 4:10 |
| 6. | Keep This Train A-Rollin | McDonald                                  | McDonald          | 3:29 |
| 7. | Just in Time             | Simmons                                   | Simmons           | 2:43 |
| 8. | South Bay Strut          | Chet McCracken, McFee                     | instrumental      | 4:05 |
| 9. | One by One               | Bobby LaKind, McDonald                    | Simmons, McDonald | 3:47 |

## Crédits
The Doobie Brothers
- Patrick Simmons – guitares, chant, chœurs
- John McFee – guitares, chant, chœurs
- Michael McDonald – claviers, chant, chœurs
- Cornelius Bumpus – saxophone tenor, flûte, chœurs
- Tiran Porter – basse, chœurs
- Keith Knudsen – batterie, chœurs
- Chester McCracken – batterie, vibraphone, marimbas

Personnel additionnel
- Bobby LaKind – congas, Bongos, chœurs
- Nicolette Larson – chœurs sur Real Love, Dedicate This Heart, et Just In Time
- Rev. Patrick Henderson - claviers sur Real Love, One By One et Keep This Train A-Rollin'
- Lee Thornburg – trompette sur South Bay Strut et bugle sur Dedicate This Heart
- Chris Thompson – chœurs sur No Stoppin' Us Now
- Ted Templeman – tambourin, sonnaille, maracas
- Jerome Jumonville – saxophone ténor, cuivres sur Keep This Train A-Rollin'
- Joel Peskin – saxophone baryton
- Bill Armstrong – trompette
- Jimmie Haskell – cordes sur Real Love et South Bay Strut

## Production
- Producteur – Ted Templeman
- Assistant de Production – Joan Parker
- Coordination de Production – Susyn Schope
- Ingénieur du son – James Isaacson
- Assistant – Gene Meros
- Mastering – Kent Duncan et Tim Dennan aux Kendun Recorders (Burbank, CA).
- Photographies – Norman Seeff
- Direction et Design – Jim Welch
- Management – Bruce Cohn

## Classements et certifications
| Classement (1980–81)                | Meilleure position |
| ----------------------------------- | ------------------ |
| Australie (Kent Music Report)       | 18                 |
| Canada (RPM)                        | 18                 |
| États-Unis (Billboard 200)          | 3                  |
| États-Unis (Top R&B/Hip-Hop Albums) | 31                 |
| Norvège (VG-lista)                  | 32                 |
| Nouvelle-Zélande (RIANZ)            | 22                 |
| Pays-Bas (Mega Album Top 100)       | 42                 |
| Royaume-Uni (UK Albums Chart)       | 53                 |

| Classement (1981)          | Position |
| -------------------------- | -------- |
| États-Unis (Billboard 200) | 76       |

### Certifications
| Région                                                                  | Certification | Ventes/Streams |
| ----------------------------------------------------------------------- | ------------- | -------------- |
| États-Unis (RIAA)                                                       | Platine       | 1 000 000^     |
| ^Mise en rayon selon la certification xNon précisé par la certification |               |                |